# Mörtelplastik (Hettenshausen)

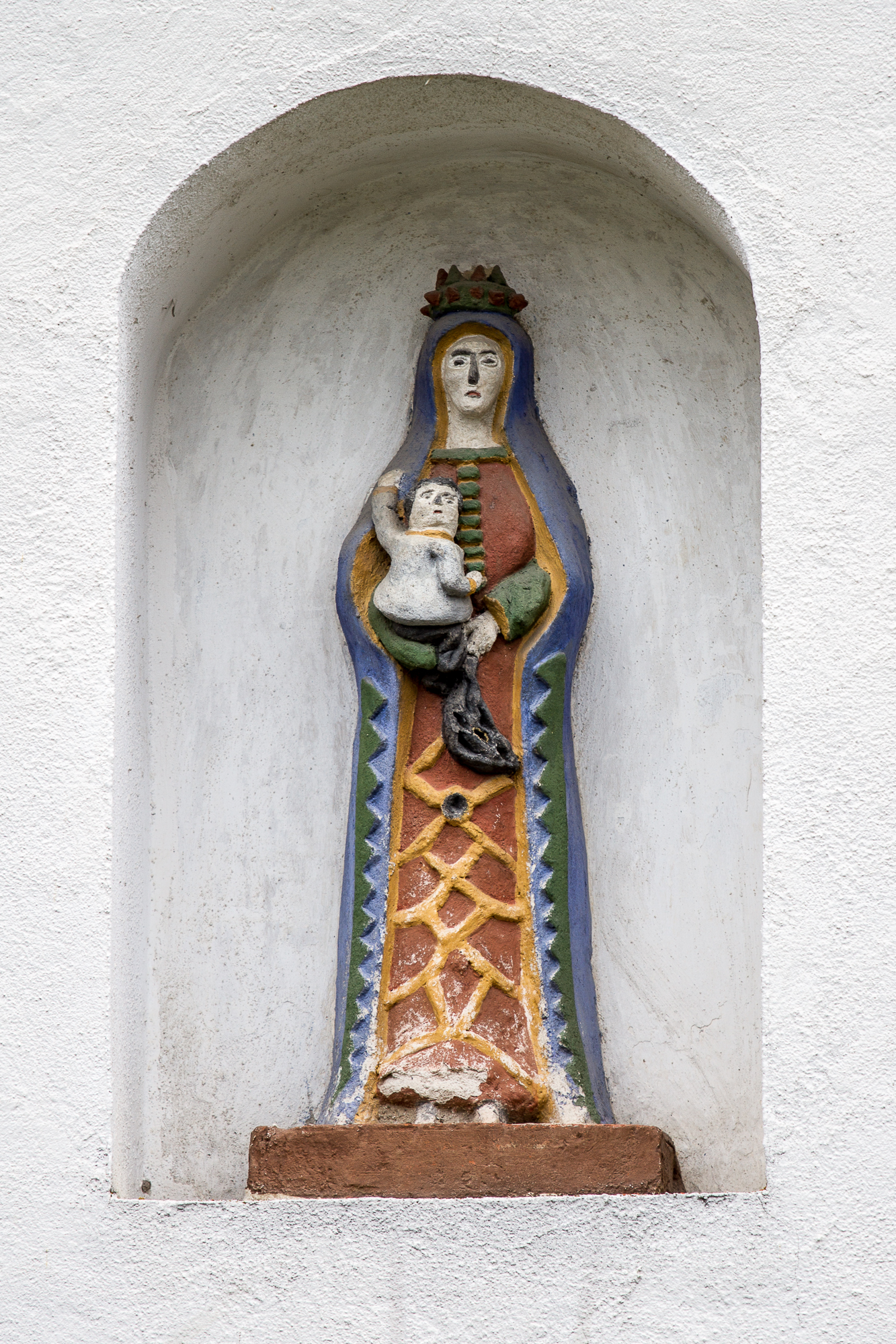
Mörtelplastik in Hettenshausen

Die Mörtelplastik in Hettenshausen, einer Gemeinde im oberbayerischen Landkreis Pfaffenhofen an der Ilm, wurde um 1870/90 geschaffen. Die Mörtelplastik an der Fassade des Gebäudes Hittostraße 7 ist ein geschütztes Baudenkmal.
Die farbige Mörtelplastik, in einer Nische am Südgiebel des Altbaus, zeigt Maria mit dem Jesuskind auf dem rechten Arm. Maria trägt einen langen Mantel, der bis auf den Boden reicht, und hält in der linken Hand ein Tuch (?). Auf ihrem Kopf trägt sie eine Krone.